# Навабгандж
Навабгандж (бенг. নওয়াবগঞ্জ) — город и муниципалитет на западе Бангладеш, административный центр одноимённого округа и подокруга Навабгандж-Садар. Муниципалитет был основан в 1903 году. Площадь города равна 46,26 км². По данным переписи 2001 года, в городе проживало 153 252 человека, из которых мужчины составляли 48,37 %, женщины — соответственно 51,63 %. Плотность населения равнялась 3313 чел. на 1 км². Уровень грамотности взрослого населения составлял 41,2 % (при среднем по Бангладеш показателе 43,1 %).